# Chicago XXXVI: Now
Chicago XXXVI: Now è il ventiquattresimo album in studio del gruppo musicale statunitense Chicago, pubblicato nel 2014.

## Tracce
1. Now – 5:03 (Jason Scheff, Greg Barnhill)
2. More Will Be Revealed – 5:11 (Lamm, Phil Galdston)
3. America – 4:04 (Lee Loughnane)
4. Crazy Happy – 5:02 (Jason Scheff, Lamm)
5. Free at Last – 5:13 (Keith Howland, Tris Imboden, Lamm)
6. Love Lives On – 5:21 (Barnhill, Scheff, James Pankow)
7. Something's Coming, I Know – 3:48 (Gerry Beckley, Lamm)
8. Watching All the Colors – 4:15 (Lamm, Lou Pardini)
9. Nice Girl – 4:02 (Howland, Imboden, Scheff)
10. Naked in the Garden of Allah – 4:24 (Lamm, Hank Linderman)
11. Another Trippy Day – 4:04 (John Van Eps, Lamm)

## Formazione

### Chicago
- Robert Lamm – tastiera (2, 4, 5, 7, 8), sintetizzatore (3), guitar synth (8), programmazioni (10), voce (1, 2, 4, 5, 7, 10, 11), cori (1, 3)
- Lee Loughnane – tromba (2, 5, 9-11), flicorno soprano (3, 4, 6-8, 10), voce (7), cori (1, 3, 7)
- James Pankow – trombone (2, 5-11)
- Walter Parazaider – sassofono (7, 8, 10)
- Jason Scheff – basso (2-11), synth bass (4), tastiera (4), chitarra acustica (6), piano acustico (6), voce (1, 4, 6, 9), cori (1-3, 5, 7, 9)
- Tris Imboden – batteria (2-11)
- Keith Howland – chitarra (1-5, 7-11), piano Rhodes (9), voce (9), cori (1, 5)
- Lou Pardini – tastiera (3, 9), organo (9), voce (1-3, 8, 11), cori (1, 5, 9)
- Walfredo Reyes Jr. – percussioni (2, 3, 5, 8, 9, 11)

### Altri musicisti
- Luis Conte – percussioni (1, 6)
- Dorian Crozier – batteria (1)
- Daniel Fornero – tromba (1), flicorno soprano (1)
- Trent Gardner – trombone (5), sintetizzatore (5)
- Scheila Gonzalez – sassofono (1)
- Ray Herrmann – sassofono (2, 5, 9)
- Harry Kim – tromba (1), flicorno soprano (1)
- Larry Klimas – sassofono (3, 4, 11)
- Nick Lane – trombone (3, 4)
- Hank Linderman – chitarra (2), cori (10)
- Steve Lu – sintetizzatore (6)
- John McFee – fiddle (10)
- Michael O'Neil – chitarra (1)
- Tim Pierce – chitarra (6)
- Philippe Saisse – tastiera (1)
- George Shelby – sassofono (1)
- John Van Eps – sintetizzatore (11)
- Arturo Velasco – trombone (1)
- Verdine White – basso (1)
- David Williams – chitarra (1)

## Classifiche
| Classifica (2014) | Posizione raggiunta |
| ----------------- | ------------------- |
| Stati Uniti       | 82                  |